# Autoportrait en Tahitienne
Autoportrait en Tahitienne est un tableau réalisé par la peintre hungaro-indienne Amrita Sher-Gil en 1934 à Paris, en France. De format vertical, cette huile sur toile est un autoportrait dans lequel la jeune femme d'une vingtaine d'années se représente debout les seins nus devant un fond brun dont les motifs évoquent les estampes japonaises. Aperçue par son profil gauche, l'artiste s'imagine ici en Tahitienne, dans ce qui est un renvoi aux créations de Paul Gauguin inspirées par la Polynésie française. L'œuvre est conservée au Kiran Nadar Museum of Art, à New Delhi.